# Dacelo leachii
Dacelo leachii là một loài chim trong họ Alcedinidae.

## Hình ảnh

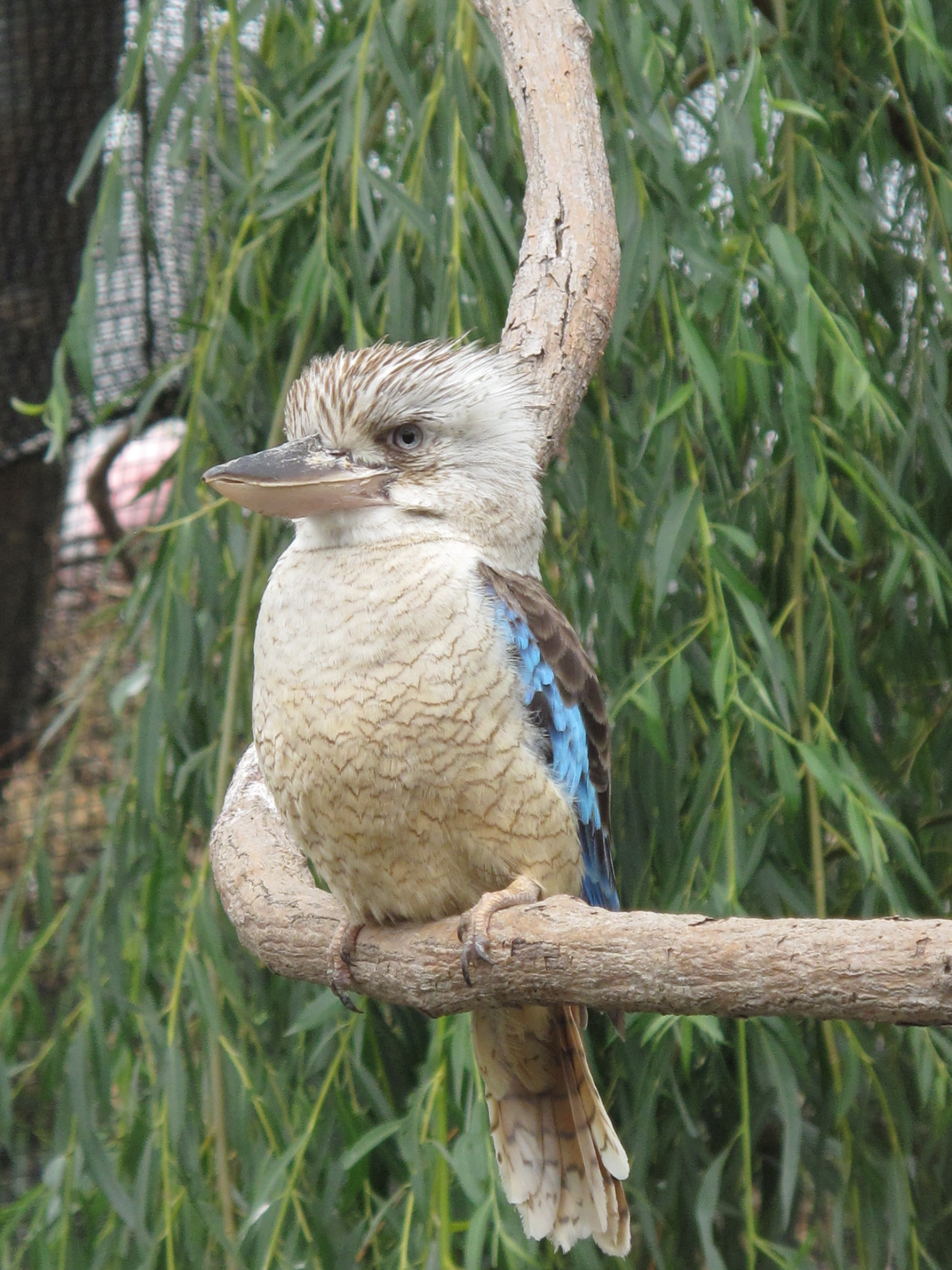
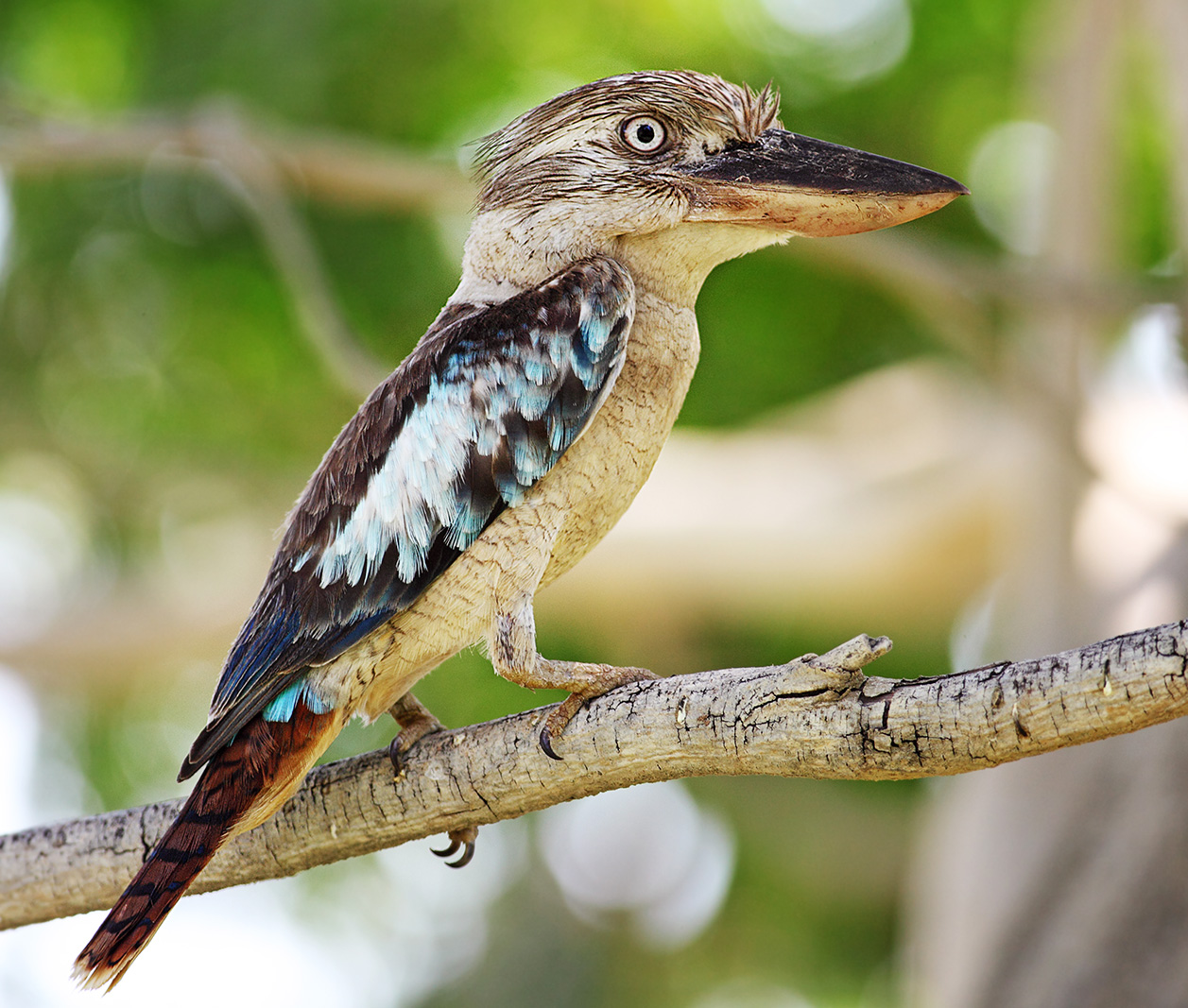
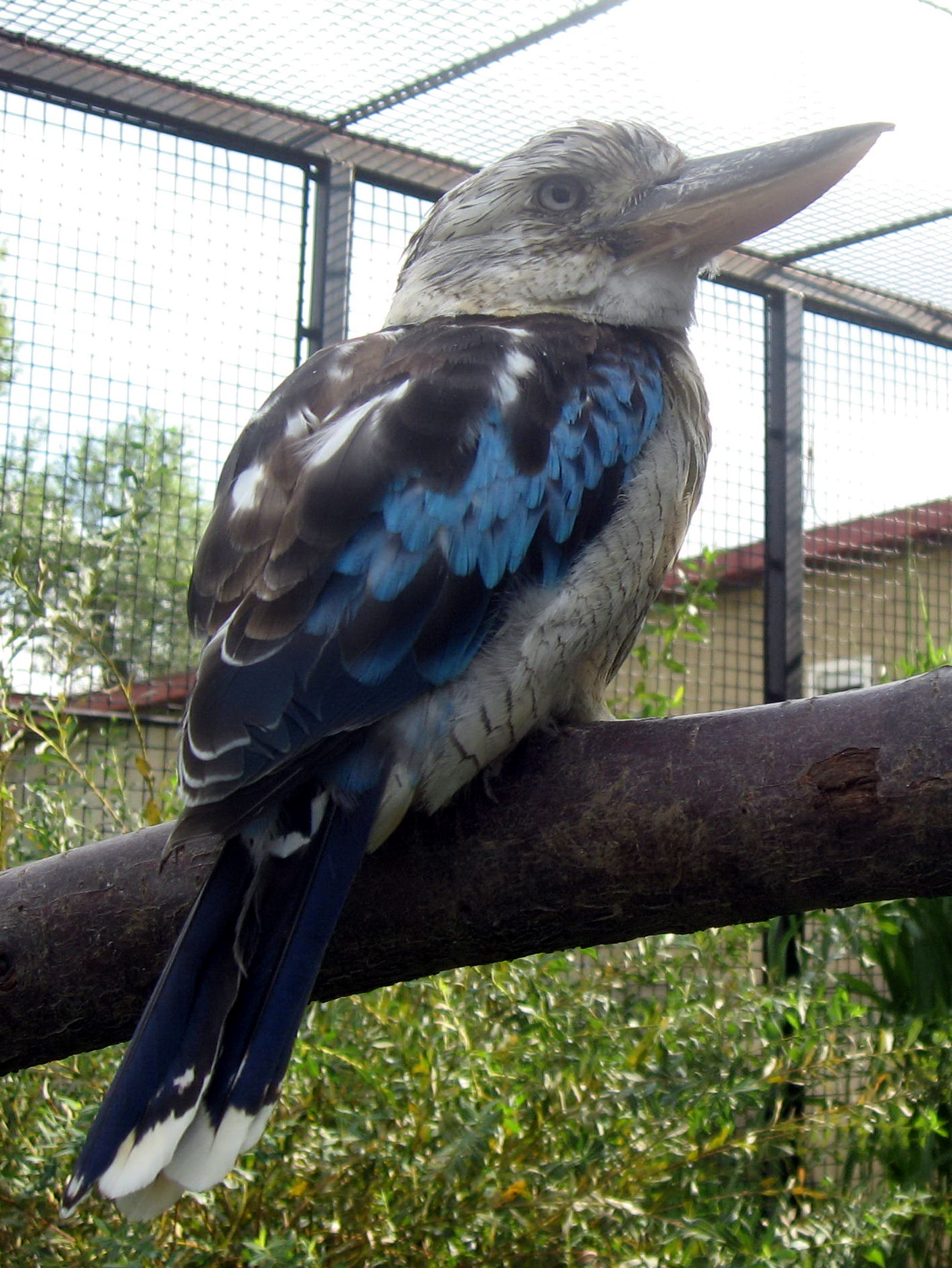
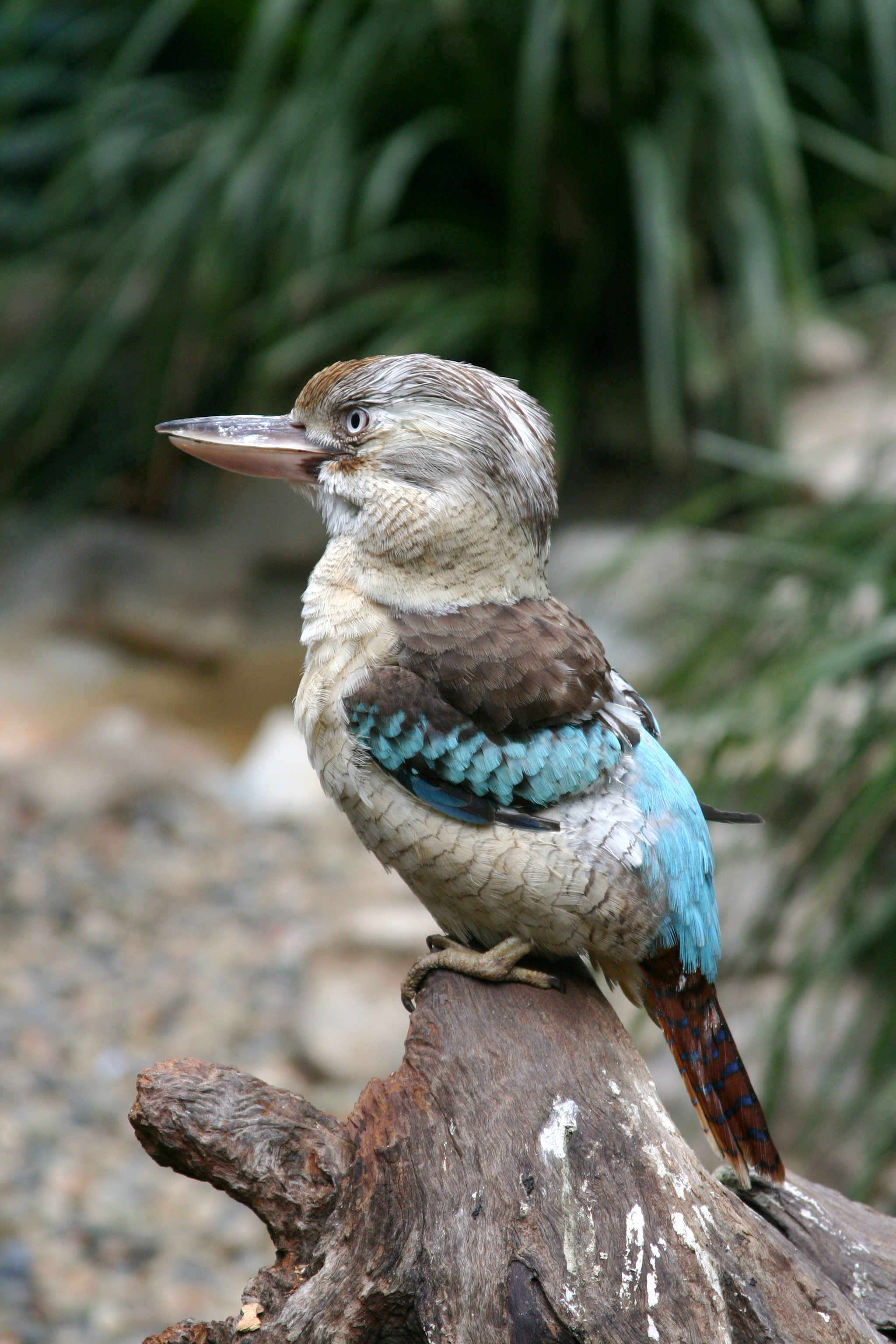